# Siewierz
Siewierz é um município da Polônia, na voivodia da Silésia e no condado de Będzin. Estende-se por uma área de 38,22 km², com 5 485 habitantes, segundo os censos de 2016, com uma densidade de 141,9 hab/km².